# Алкогольный палимпсест
Алкого́льный палимпсе́ст (от др.-греч. παλίμψηστον — «вновь стёртый», относится к пергаменту или иному материалу, с которого можно стереть записанное) — лакунарная алкогольная амнезия, специфическое нарушение памяти, характерное для алкоголизма, «лоскутная память». Проявляется в виде неспособности воспроизводить отдельные детали, эпизоды, подробности, относящиеся к периоду алкогольной интоксикации, то есть больной не помнит событий, свидетелем которых он был в состоянии алкогольного опьянения.
Появление палимпсеста — признак систематического злоупотребления алкогольными напитками, предшествующий появлению амнестических форм алкогольного опьянения. Палимпсесты обнаруживаются в начальной стадии алкоголизма, тогда как амнезии появляются на фоне уже сформировавшегося синдрома физической зависимости.
Первоначально этот термин в психиатрии и криминологии был применён Ч. Ломброзо в 1899 году в переносном смысле для обозначения давно стёртых надписей в местах заключения, прочтение которых может якобы дать возможность проникнуть в психологию заключённых. Впервые как психическое нарушение описал К. Бонхёффер в 1901 году.